# 쇼크 웨이브 2
《쇼크 웨이브 2》(중국어: 拆彈專家2)는 2020년 개봉한 홍콩, 중국의 액션, 범죄, 스릴러 영화이다. 대한민국에는 2021년 5월 20일에 개봉했다.

## 출연진

### 주연
- 유덕화 - 풍신풍 역
- 유청운 - 퉁척만 역
- 니니 - 퐁링 역

### 조연
- 사군호 - 마사이관 역
- 마욕가 - 라이노 역

## 수상
- 2021년 제23회 우디네 극동영화제 후보 홍콩영화
- 2021년 제18회 바르셀로나 빅 아시안 섬머 필름페스티벌 후보 공식경쟁부문, 세션스 무비스타